# Janet Montgomery
Janet Ruth Montgomery (Bournemouth, 1985. október 29. –) angol színésznő.

## Élete és pályafutása
Ismert alakításai között található a Fox Tökéletes célpont című sorozata, a 2009-ben bemutatott Sziklák vére és Halálos kitérő 3. című filmek, valamint a Közöttünk az űr (2017). 
A HBO Törtetők című sorozatában 2010 és 2011 között visszatérő szereplőként tűnik fel. A Jersey lány című, 2012-ben futó sorozatban főszerepet kapott, ahogyan 2014 és 2017 között a Salem című horrorsorozatban is. 
2018-tól 2023-ig a New Amsterdam című orvosi drámasorozatban volt főszereplő.

## Filmográfia

### Film
| Év   | Magyar cím                    | Eredeti cím                 | Szerep         | Magyar hang     |
| ---- | ----------------------------- | --------------------------- | -------------- | --------------- |
| 2008 |                               | Flushed (rövidfilm)         | Queen Bitch    |                 |
| 2009 | Sziklák vére                  | The Hills Run Red           | Serina         |                 |
| 2009 | Halálos kitérő 3.             | Wrong Turn 3: Left for Dead | Alex Miles     | Bálint Sugárka  |
| 2010 |                               | Dead Cert                   | Giselle        |                 |
| 2010 | Fekete hattyú                 | Black Swan                  | Madeline       |                 |
| 2011 | A lökött tesó                 | Our Idiot Brother           | Lady Arabella  | Hámori Eszter   |
| 2012 | Scooby-Doo! Rémpróbás játékok | Scooby-Doo! Spooky Games    | Diane (hangja) | Peller Mariann  |
| 2013 |                               | The Republic of Two         | Caroline       |                 |
| 2016 |                               | Happily Ever After          | Heather        |                 |
| 2016 |                               | The Rapture                 | Ruth           |                 |
| 2016 | Csajos buli                   | Amateur Night               | Nikki          | Farkasházi Réka |
| 2017 | Közöttünk az űr               | The Space Between Us        | Sarah Elliot   | Kis-Kovács Luca |
| 2017 |                               | Romans                      | Emma           |                 |
| 2018 |                               | In a Relationship           | Lindsay        |                 |
| 2019 |                               | Nighthawks                  | Marguerite     |                 |
| 2020 | Gondolkozz kutyául!           | Think Like a Dog            | Bridget        | Dobó Enikő      |

### Televízió
| Év        | Magyar cím          | Eredeti cím         | Szerep              | Megjegyzések                                        |
| --------- | ------------------- | ------------------- | ------------------- | --------------------------------------------------- |
| 2008      |                     | Dis/Connected       | Lucy                | tévéfilm                                            |
| 2008      | Skins               | Skins               | Beth                | 1 epizód                                            |
| 2010      |                     | Accused at 17       | Fallyn Werner       | tévéfilm                                            |
| 2010      | A liga              | The League          | Ambrosia            | 1 epizód                                            |
| 2010–2011 | Törtetők            | Entourage           | Jennie              | visszatérő szerep (7–8. évad)                       |
| 2010–2011 | Tökéletes célpont   | Human Target        | Ames                | főszereplő (2. évad)                                |
| 2011–2012 | Merlin kalandjai    | Merlin              | Mithian hercegnő    | 2 epizód                                            |
| 2012      | Jersey lány         | Made in Jersey      | Martina Garretti    | főszereplő                                          |
| 2013      |                     | Dancing on the Edge | Sarah               | visszatérő szerep                                   |
| 2013      | Varsó kémei         | Spies of Warsaw     | Anna Skarbek        | minisorozat főszereplő (4 epizód)                   |
| 2013      |                     | Gothica             | Grace Van Helsing   | eladatlan próbaepizód                               |
| 2013      | Downton Abbey       | Downton Abbey       | Freda Dudley Ward   | 1 epizód                                            |
| 2014–2017 | Salem               | Salem               | Mary Sibley         | - főszereplő - magyar hangja: - Majsai-Nyilas Tünde |
| 2014      | Fekete tükör        | Black Mirror        | Bethany             | 1 epizód (Fehér karácsony)                          |
| 2016–2017 | Rólunk szól         | This Is Us          | Olivia Maine        | visszatérő szereplő (1. évad)                       |
| 2018      | A Romanov-dinasztia | The Romanoffs       | Michelle Westbrooke | 1 epizód                                            |
| 2018–2023 | New Amsterdam       | New Amsterdam       | Dr. Lauren Bloom    | - főszereplő - magyar hangja: - Kisfalvi Krisztina  |
| 2022      |                     | The Ex-Wife         | Jen                 | főszereplő                                          |
| 2023      |                     | Quantum Leap        | Rebecca Egan        | 1 epizód                                            |

## Fordítás
- Ez a szócikk részben vagy egészben  a   Janet Montgomery című angol Wikipédia-szócikk fordításán alapul.  Az eredeti cikk szerkesztőit annak laptörténete sorolja fel. Ez a jelzés csupán a megfogalmazás eredetét és a szerzői jogokat jelzi, nem szolgál a cikkben szereplő információk forrásmegjelöléseként.